# السعودية في كأس القارات 1999
شارك المنتخب السّعُوديّ في بطولة كأس القارات 1999 والتي نُظّمت في المكسيك خلال الفترة ما بين 24 يوليو و4 أغسطس من عام 1999.
احتلّ المنتخب السعودي المركز الرابع في البطولة.

## مرحلة المجموعات

### مجموعة أ
| فريق     | لعب | ف | ت | خ | له | عليه | فرق | نقاط |
| -------- | --- | - | - | - | -- | ---- | --- | ---- |
| المكسيك  | 3   | 2 | 1 | 0 | 8  | 3    | 5+  | 7    |
| السعودية | 3   | 1 | 1 | 1 | 6  | 6    | 0   | 4    |
| بوليفيا  | 3   | 0 | 2 | 1 | 2  | 3    | 1−  | 2    |
| مصر      | 3   | 0 | 2 | 1 | 5  | 9    | 4−  | 2    |

| المكسيك                                                      | 5 – 1   | السعودية                |
| ------------------------------------------------------------ | ------- | ----------------------- |
| كواتيموك بلانكو 12'، 19'، 68'، 77' · خوسي مانويل أبونديس 21' | (تقرير) | نواف التمياط 62' (ضرب.) |

| السعودية | 0 – 0   | بوليفيا |
| -------- | ------- | ------- |
|          | (تقرير) |         |

| مصر                   | 1 – 5   | السعودية                                           |
| --------------------- | ------- | -------------------------------------------------- |
| سمير كمونة 70' (ضرب.) | (تقرير) | مرزوق العتيبي 8'، 34'، 78'، 85' · إبراهيم سويد 64' |

## دور خروج المغلوب
|  | نصف النهائي            | نصف النهائي           |   |                       | النهائي                | النهائي |  |
|  |                        |                       |   |                       |                        |         |  |
|  | 1 أغسطس - مدينة مكسيكو |                       |   |                       |                        |         |  |
|  | المكسيك (ب.و.إ.)       | 1                     |   |                       |                        |         |  |
|  | الولايات المتحدة       | 0                     |   |                       |                        |         |  |
|  |                        |                       |   |                       |                        |         |  |
|  |                        |                       |   |                       | 4 أغسطس - مدينة مكسيكو |         |  |
|  |                        |                       |   |                       | المكسيك                | 4       |  |
|  |                        | البرازيل              | 3 |                       |                        |         |  |
|  |                        |                       |   |                       |                        |         |  |
|  |                        |                       |   |                       |                        |         |  |
|  |                        |                       |   |                       | المركز الثالث          |         |  |
|  | 1 أغسطس - غوادالاخارا  | 1 أغسطس - غوادالاخارا |   | 3 أغسطس - غوادالاخارا | 3 أغسطس - غوادالاخارا  |         |  |
|  | البرازيل               | 8                     |   | الولايات المتحدة      | 2                      |         |  |
|  | السعودية               | 2                     |   |                       | السعودية               | 0       |  |

### نصف النهائي
| البرازيل                                                                                | 8 – 2   | السعودية               |
| --------------------------------------------------------------------------------------- | ------- | ---------------------- |
| جواو كارلوس 8' · رونالدينهو 11'، 65'، 90+2' · زي روبرتو 33' · أليكس 36'، 86' · روني 62' | (تقرير) | مرزوق العتيبي 22'، 31' |

### ملحق المركز الثالث
| الولايات المتحدة                  | 2 – 0   | السعودية |
| --------------------------------- | ------- | -------- |
| بول برافو 27' · براين مكبرايد 78' | (تقرير) |          |

## الجوائز
- فائز الكرة البرونزية :  مرزوق العتيبي
- فائز الحذاء البروزنزي :  مرزوق العتيبي

### الهدافين
6 أهداف
- مرزوق العتيبي